# 小川駅 (熊本県)
小川駅（おがわえき）は、熊本県宇城市小川町川尻にある、九州旅客鉄道（JR九州）鹿児島本線の駅である。

## 歴史

### 年表
- 1896年（明治29年）11月21日：九州鉄道（初代）が開設[3]。
- 1907年（明治40年）7月1日：九州鉄道（初代）が国有化され帝国鉄道庁が所管[3]。
- 1945年（昭和20年）7月27日：空襲により駅本屋構内が被災全焼。
- 1962年（昭和37年）10月1日：貨物取扱廃止[3]。
- 1984年（昭和59年）2月1日：荷物扱い廃止[3]。
- 1987年（昭和62年）4月1日：国鉄分割民営化によりJR九州が継承[3]。
- 1995年（平成7年）：駅舎改築[1]。
- 2012年（平成24年）12月1日：交通系ICカードSUGOCA対応[4]。
- 2022年（令和4年）4月2日：西口開設[5]。
- 2023年（令和5年）10月1日：駅営業形態をJR九州サービスサポートによる業務委託駅から[6]、九州旅客鉄道本体による直営駅へ変更[7]。

### 駅名の由来
開業時の地名（下益城郡小川町）が由来。
「小川」とはこの付近を流れる砂川のことで、住民達が「小川」と読んでいたのがそのまま地名となったもの。

## 駅構造
相対式ホーム2面2線を有する地上駅。互いのホームは跨線橋で連絡している。
駅舎は駅の東側の下りホームに接している。直営駅であるが、駅長の配置はない。きっぷうりばが設置されている。なお、宇城市が2018年から進めるJR小川駅周辺整備基本構想の一環として、2022年4月2日より駅西側に無人改札口が設置され、駅西側から出入りが可能となった。

### のりば
| のりば | 路線        | 方向 | 行先             |
| ------ | ----------- | ---- | ---------------- |
| 1      | ■鹿児島本線 | 下り | 新八代・八代方面 |
| 2      | ■鹿児島本線 | 上り | 熊本・大牟田方面 |

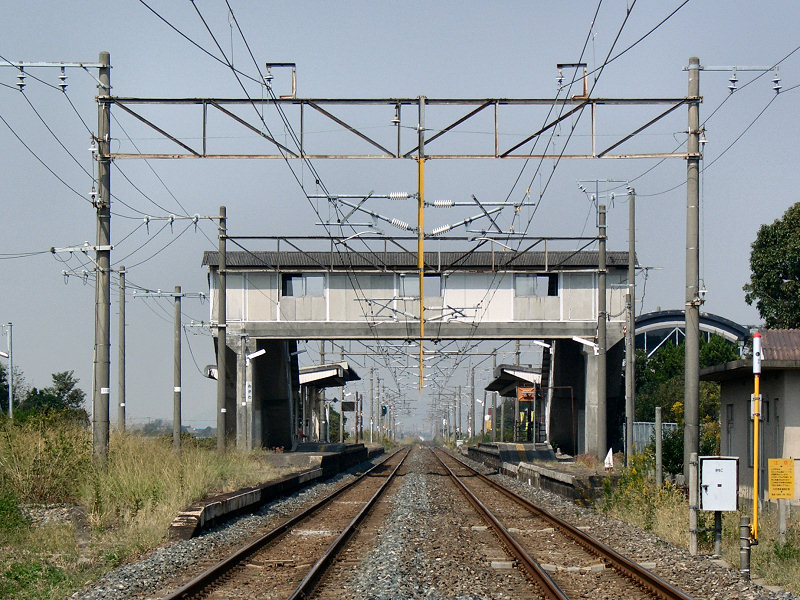
構内（2006年10月）
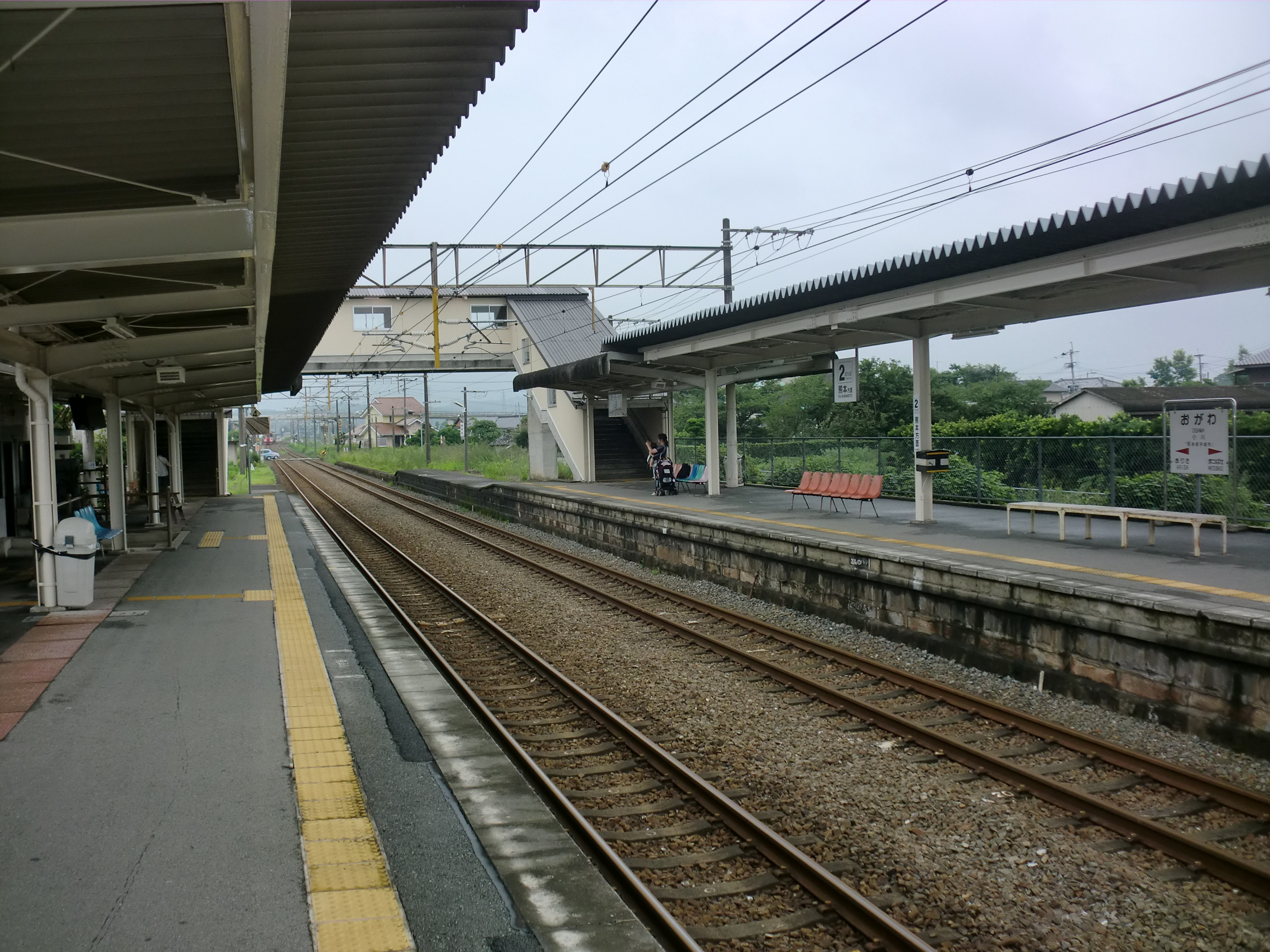
ホーム（2016年7月）

## 利用状況
- 1日平均乗降人員の推移は以下の通り。

| 乗降人員推移 | 乗降人員推移 |
| 年度         | 1日平均人数  |
| ------------ | ------------ |
| 2005         | 2,334        |
| 2006         | 2,267        |
| 2007         | 2,357        |
| 2008         | 2,318        |
| 2009         | 2,230        |

2016年度以降の1日平均乗車人員の推移は以下の通り。
| 年度   | 1日平均 乗車人員 | 増加率 |
| ------ | ---------------- | ------ |
| 2016年 | 1,213            |        |
| 2017年 | 1,207            | -0.5%  |
| 2018年 | 1,181            | -2.2%  |
| 2019年 | 1,163            | -1.5%  |
| 2020年 | 949              | -18.4% |
| 2021年 | 965              | 1.7%   |
| 2022年 | 1,011            | 4.8%   |
| 2023年 | 1,083            | 7.1%   |

## 駅周辺

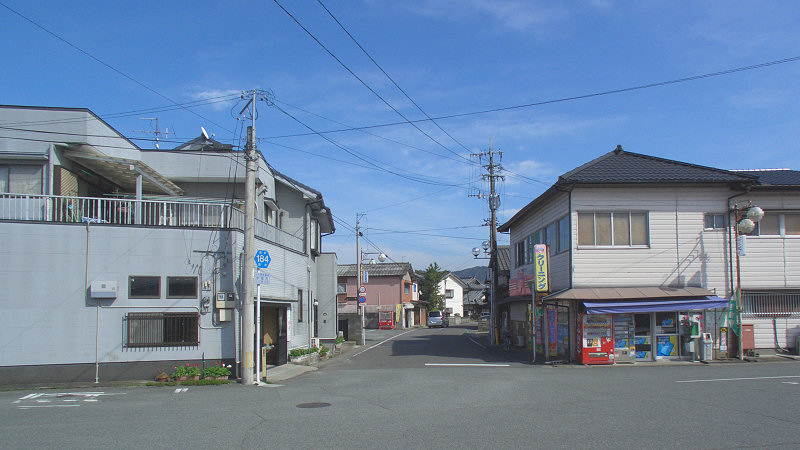
駅前（2007年3月）

住宅と田畑が混在しているが、「ダイヤモンドシティ熊本南」（現・イオンモール宇城）の建設に伴い宅地化が進んでいる。
- イオンモール宇城 - 当駅より循環コニュニティバスが30 - 60分おきに運行されている[10]。
- 宇城市役所小川支所（旧・小川町役場）
- 小川駅前郵便局
- 熊本県立小川工業高等学校
- 宇城市立河江小学校
- 河江保育園

バス路線
- JR小川駅前（宇城市が中九州観光バスに委託運行のコミュニティバス）、9時 - 20時まで下記の経路を循環運行。運賃は無料[10]。

JR小川駅前 → なごみ温泉やすらぎの湯前 → イオンモール宇城（施設内）→ クリーニングおのかみや前 → JR小川駅前

## 隣の駅
九州旅客鉄道（JR九州）
■鹿児島本線
■区間快速・■普通
松橋駅 - 小川駅 - 有佐駅